# Fearrington Village
Fearrington Village – jednostka osadnicza w Stanach Zjednoczonych, w stanie Karolina Północna, w hrabstwie Chatham.